# تيدي جيبسون
تيدي جيبسون (بالإنجليزية: Teddy Gipson)‏ مواليد 15 فبراير 1980 في مونرو، هو لاعب كرة سلة أمريكي. بدأ مسيرته الاحترافية في سنة 2003. يلعب في الدوري الفرنسي لكرة السلة الدرجة الثانية كلاعب هجوم خلفي. يحمل الرقم 4. يبلغ طوله 6 قدم 4 بوصة (1.9 م).

## المسيرة الاحترافية
لعب مع أمستردام من سنة 2003 إلى 2009، ثم لعب مع بروس باسكتس في الدوري الألماني في موسم 2012–2013، ثم لعب مع ليموج سي إس بي في الدوري الفرنسي في سنة 2013، ثم لعب مع إيجوكيا في موسم 2013–2014، ثم لعب مع سولنوكي أولاي في موسم 2014–2015، ثم لعب مع إس تي بي لو هافر في الدوري الفرنسي في سنة 2016.

## روابط خارجية
- تيدي جيبسون على موقع الدوري الأوروبي لكرة السلة (الإنجليزية)
- تيدي جيبسون على موقع كرة السلة الأوروبية.كوم (الإنجليزية)
- تيدي جيبسون على موقع كلية كرة السلة في سبورتس رفرنس.كوم (الإنجليزية)
- تيدي جيبسون على موقع ريلجم (الإنجليزية)
- تيدي جيبسون على موقع بروبوليرز (الإنجليزية)
- تيدي جيبسون على موقع سبورتس رفرنس (الإنجليزية)